# بخش چاندولی
بخش چاندولی (به انگلیسی: Chandauli district) یک منطقهٔ مسکونی در هند است که در Varanasi division واقع شده است. بخش چاندولی ۲٬۴۸۴٫۷۰ کیلومتر مربع مساحت و ۱٬۹۵۲٬۷۵۶ نفر جمعیت دارد.